# Epauletten
De Epauletten, de eerste Belgische postzegel, werd uitgegeven in België op 1 juli 1849. Het ging om een type van twee postzegels uitgegeven met de beeldenaar van koning Leopold I: een bruine zegel van 10 cent en een blauwe zegel van 20 cent. Deze postzegel wordt type Epauletten genoemd omdat Leopolds epauletten nadrukkelijk in beeld komen.

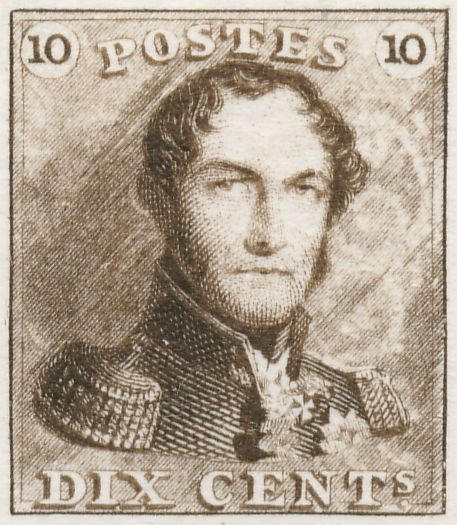
De "Epauletten", de eerste postzegel van België.

Deze eerste postzegel werd ontworpen door Charles Baugniet, naar een schilderij van Liéven De Winne, en werd in omloop gebracht op 1 juli 1849. Het watermerk, dat niet altijd centraal staat, bevat twee ineengevlochten hoofdletters "L" in een kader. De eerste postzegel werd gegraveerd door Jacob Wiener, die ook de drukplaten voor de eerste Nederlandse postzegel (1852) graveerde.
De postzegels werden gedrukt in vellen van 200 stuks. Van de 10 cent is slechts één drukplaat vervaardigd, van de 20 cent twee drukplaten. Elke drukplaat bestaat uit twee panelen van 100 zegels.
De zegels dienden voor binnenlands postaal verkeer. De 10 cent was bedoeld voor brieven tot 10 gram met een bestemming binnen een straal van 30 kilometer. De 20 cent diende voor binnenlandse bestemmingen op grotere afstand.